# Voćnjak
Voćnjak (cyr. Воћњак) – wieś w Serbii, w okręgu maczwańskim, w mieście Loznica. W 2011 roku liczyła 1185 mieszkańców.